# Like Father, Like Son
Like Father, Like Son – pierwszy album duetu Birdman & Lil Wayne. Ukazał się 31 października 2006 nakładem wytwórni Cash Money Records. W pierwszym tygodniu od wydania album sprzedał się w 176 000 kopiach i uplasował na trzecim miejscu Billboard 200.

## Lista utworów
Opracowano na podstawie źródła.
| #  | Tytuł                     | Gościnnie                 | Producent      | Czas |
| -- | ------------------------- | ------------------------- | -------------- | ---- |
| 1  | "Loyalty (Intro)"         |                           |                | 1:57 |
| 2  | "Over Here Hustlin'"      |                           | DJ Nasty & LVM | 4:52 |
| 3  | "Stuntin' Like My Daddy"  |                           | T-Mix          | 4:27 |
| 4  | "1st Key"                 |                           | T-Mix          | 4:15 |
| 5  | "Like Father, Like Son"   |                           | T-Mix          | 4:22 |
| 6  | "You Ain't Know"          |                           | Scott Storch   | 4:24 |
| 7  | "Family Rules (Skit)"     |                           |                | 0:45 |
| 8  | "Know What I'm Doin'"     | Rick Ross, T-Pain         | T-Mix          | 5:43 |
| 9  | "Don't Die"               |                           | T-Mix          | 3:56 |
| 10 | "Ain't Worried Bout Shit" |                           | T-Mix          | 3:47 |
| 11 | "Out tha Pound"           |                           | T-Mix          | 4:18 |
| 12 | "Leather So Soft"         |                           | Jim Jonsin     | 4:51 |
| 13 | "Army Gunz"               |                           | DJ Nasty & LVM | 4:05 |
| 14 | "Protector (Skit)"        |                           |                | 0:36 |
| 15 | "Get That Money"          |                           | T-Mix          | 4:44 |
| 16 | "No More"                 | All Star Cashville Prince | T-Mix          | 4:40 |
| 17 | "High"                    |                           | T-Mix          | 4:02 |
| 18 | "Cali Dro"                | Tha Dogg Pound            | DJ Nasty & LVM | 4:23 |
| 19 | "About All That"          | Fat Joe                   | T-Mix          | 4:32 |
| 20 | "Respect (Outro)"         |                           |                | 0:35 |